# Arnemuidens järnvägsstation
Arnemuidens järnvägsstation är en liten station på Zeeuwselinjen (Roosendaal-Vlissingen) i Nederländerna. Stationen öppnades den 1 mars 1872 och låg på den tiden på nordsidan av samhället. Sedan slutet av 1970-talet har samhället växt så att bostadsområden nu ligger på båda sidorna av järnvägen.

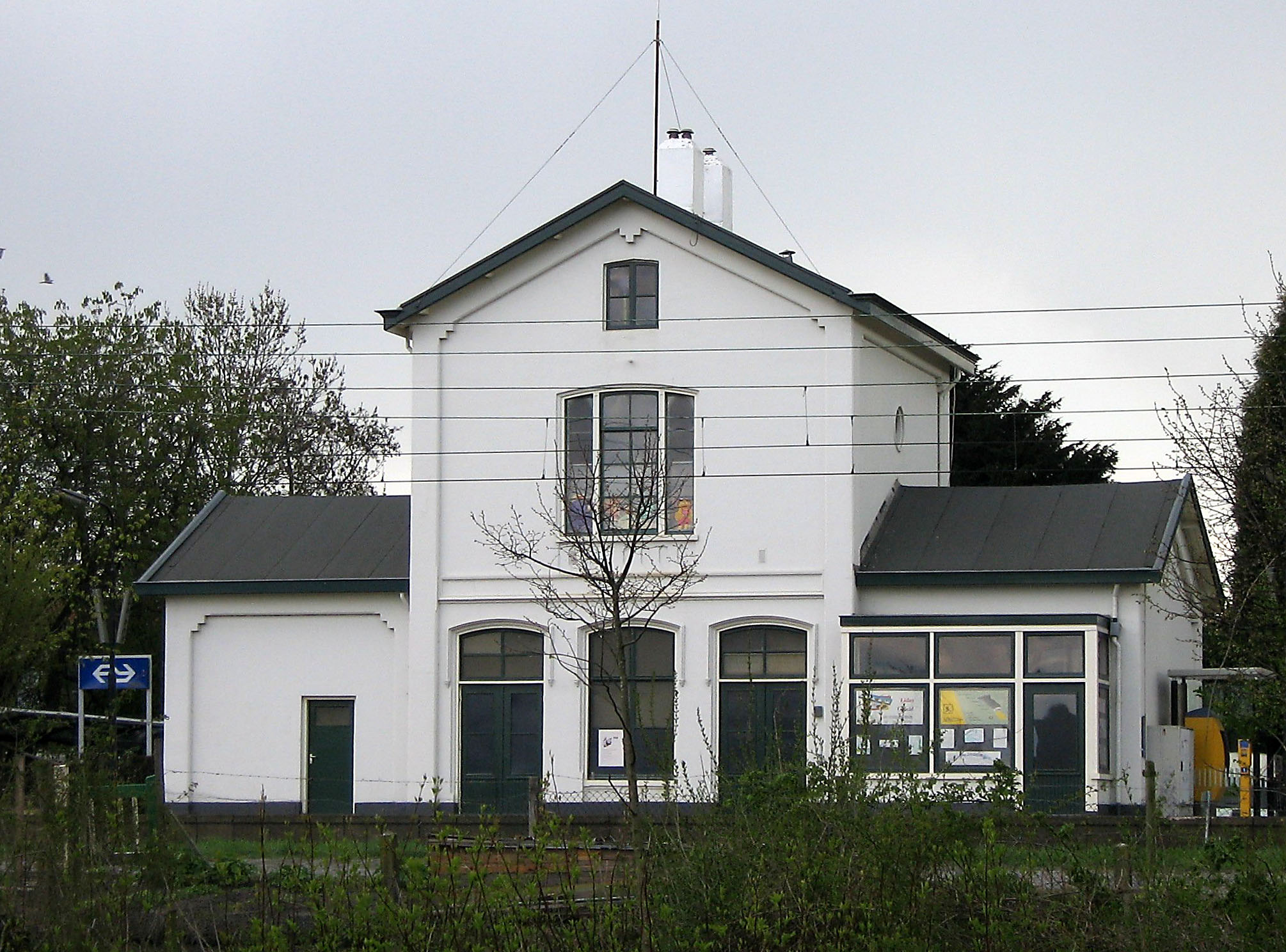
Stationsbyggnaden

Under första halvåret 2006 stannar lokaltåget mellan Roosendaal och Vlissingen en gång i timmen på stationen, i båda riktningarna.

## 2008
Alla tider enligt tidtabellen i Zeeland kommer förändras 2008. Fjärrtågen (intercity) kommer då stanna på alla stationer i Zeeland, men för att förkorta restiden till Randstad stängs tre stationer: Arnemuiden, Kapelle-Biezelinge och Krabbendijke.